# Tetrafluoroboritan nitronia
Tetrafluoroboritan nitronia je anorganická sloučenina se vzorcem BF4NO2, sůl nitroniového kationtu a tetrafluoroboritanového aniontu. Jedná se o bezbarvou krystalickou látku, která reaguje s vodou za vzniku kyseliny fluorovodíkové a dusičné. Ve většině organických rozpouštědel je tato látka téměř nerozpustná.

## Příprava
Tetrafluoroboritan nitronia lze připravit reakcí fluorovodíku a fluoridu boritého s roztokem kyseliny dusičné nebo oxidu dusičného v nitromethanu.

## Použití
Tetrafluoroboritan nitrosonia se používá jako nitrační činidlo.